# 2020년 세계 스누커 선수권 대회

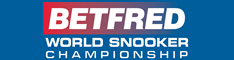

2020년 세계 스누커 선수권 대회(영어: 2020 World Snooker Championship) 또는 스폰서명 2020년 벳프레드 세계 스누커 선수권 대회(영어: 2020 Betfred World Snooker Championship)는 2020년 7월 31일부터 8월 16일까지 잉글랜드 셰필드 크루시블 시어터에서 열린 세계 스누커 선수권 대회이다. 토너먼트는 원래 2020년 4월 18일부터 5월 4일까지 열릴 예정이었지만 코로나19 범유행으로 인해 연기되었다. 이 행사는 범유행 발생 이후 잉글랜드에서 처음으로 생중계를 허용한 행사 중 하나였지만 첫날 행사는 다음 날에는 비공개로 진행될 것이라고 발표되었고 나중에 마지막 이틀 동안 입장이 허용되었다.
로니 오설리번이 우승하였으며, 카이런 윌슨이 준우승하였다.